# 丹尼·李
丹尼爾·雷斯科（英語：Denny Resko，1969年—），或稱藝名丹尼·李（英語：Denny Lee），加拿大男演員及前職業舞者，出生於多倫多，以在Niconico動畫網站的空耳名木吉和也（日语：木吉カズヤ）著稱；雷斯科本業為舞蹈家和電視演員，偶爾兼職拍攝男同性戀色情片，舞蹈、摔跤或鍛鍊影片在該網站廣為流傳並惡搞，在日本網路小有名氣。後來該熱潮延續至中國bilibili。
2015年12月24日，雷斯科曾被比利·海靈頓網傳因心力衰竭去世，但後來在2017年被外界發現仍安然無恙。雷斯科2003年從色情片演出中退休，起初並不知曉自己的影片在網上擁有廣大粉絲群，直到2021年親自在開設的YouTube頻道上發表向粉絲致謝的影片。

## 外部連結
- 丹尼·李在互联网电影资料库（IMDb）上的資料（英文）
- 丹尼爾·雷斯科的YouTube頻道 （页面存档备份，存于）
- 丹尼·李在豆瓣上的资料（简体中文）